# Джон Слоут
Джон Дрейк Слоут е американски морски офицер, комодор и адмирал. Завладява Калифорния в полза на Съединените американски щати по време на Мексиканско-американската война през 1846 г.

## Биография
Роден е в Слоутсбърг, щат Ню Йорк в семейство на холандски преселници, но остава пълен сирак още в ранна възраст, след като баща му е убит от британски войници 2 мес., преди да се роди, а майка му умира няколко години след това. Отгледан е от родителите на майка му.
През 1800 г. е назначен за юнкер във флота, където плава на фрегата под командването на комодор Стефан Декатюр в Американско-британската война от 1812 г. Повишен е в лейтенант за проявена храброст при превземането на кораба „Месидониън“ през 1812 г.
До 1830 г. преминава последователно през корабите „Грампус“ – 1820, „Франклин“ – 1815, „Уошингтън“ – 1814 и „Сейнт Луис“ – 1828 г.
В началото на 1844 г. е назначен за командир на „Пасифик Ескадрон“ и през 1845 г. потегля към Мексико, следвайки инструкциите на Джордж Вашингтон да завземе крайбрежието на Калифорния при лошо развитие на силно напрегнатите отношения с Мексико.
Получавайки рапорт за военните действия по границата с Тексас, Слоут бързо потегля на север (британците също проявяват интерес към Калифорния), обсаждайки град Монтерей. В Битката за Монтерей Слоут превзема града, развява американския флаг над митницата в Монтерей, като издава прокламация, обявявайки, че Калифорния вече е част от Съединените щати. Назначен е за военен губернатор на Калифорния.
След оттеглянето му през 1866 г. е повишен в чин адмирал. Умира в Ню Брайтън през 1867 г. Погребан е в Бруклин.
На него са наименувани кораби от военноморските сили на САЩ – USS Sloat (DD-245) и USS Sloat (DD-316), училище и главна улица в Сан Франциско, улици в Монтерей и монумент в негова чест.